# Casa Fuster
La Casa Fuster est un bâtiment moderniste conçut et construit par Lluís Domènech i Montaner avec la collaboration de son fils Pere Domènech i Roura entre 1908 et 1911 à Barcelone. Elle fut construite sur commande de la Consol Fabra de Fuster, qui voulait y résider
Elle se trouve au 132 passeig de Gràcia, tout en haut, avant les Jardins de Salvador Espriu, près de la Diagonal. Les jardins portent ce nom en honneur au poète qui avait son bureau dans la tour cylindrique de l'angle où Salvador Espriu créa une grande partie de son œuvre littéraire.
C'est l'une des dernières constructions de Domènech i Montaner, la dernière à Barcelone, où l'architecte utilisa de nombreux éléments caractéristiques :  une base faite de robustes colonnes de pierre rose, fenêtres à trois lobes et ornementation florale. L'ensemble, cependant marque une grande retenue expressive favorisée par la blancheur du marbre et l'arythmie des façades dont celle postérieure est insolitement plane. 
C'est une construction structurée autour de trois  façades de marbre blanc. L'angle principal se résout en corps cylindrique qui forme des tribunes typiques de Domènech. L'édifice obéit aux formes les plus rationalistes malgré certains traits d’historicité. Il est coiffé par des combles curieux d'inspiration haussmannienne très peu habituels dans le modernisme catalan ; une tour devait surplombé l'édifice de façon similaire à celle du pavillon d'administration de l'Hospital de Sant Pau qu'il ne put jamais construire. L'édifice est  construit à base de verre, de marbre, et d'ardoise... 
Au rez-de-chaussée de l'édifice, le mythique Café de Vienne fonctionna durant longtemps, et, avec sa salle de danse Le Danube en sou-sol était un lieu de rencontre privilégié de la ville. En 2004 la société Hoteles Center acheta la maison et réalisa une réhabilitation pour la convertir en hôtel de grand luxe.

## Galerie

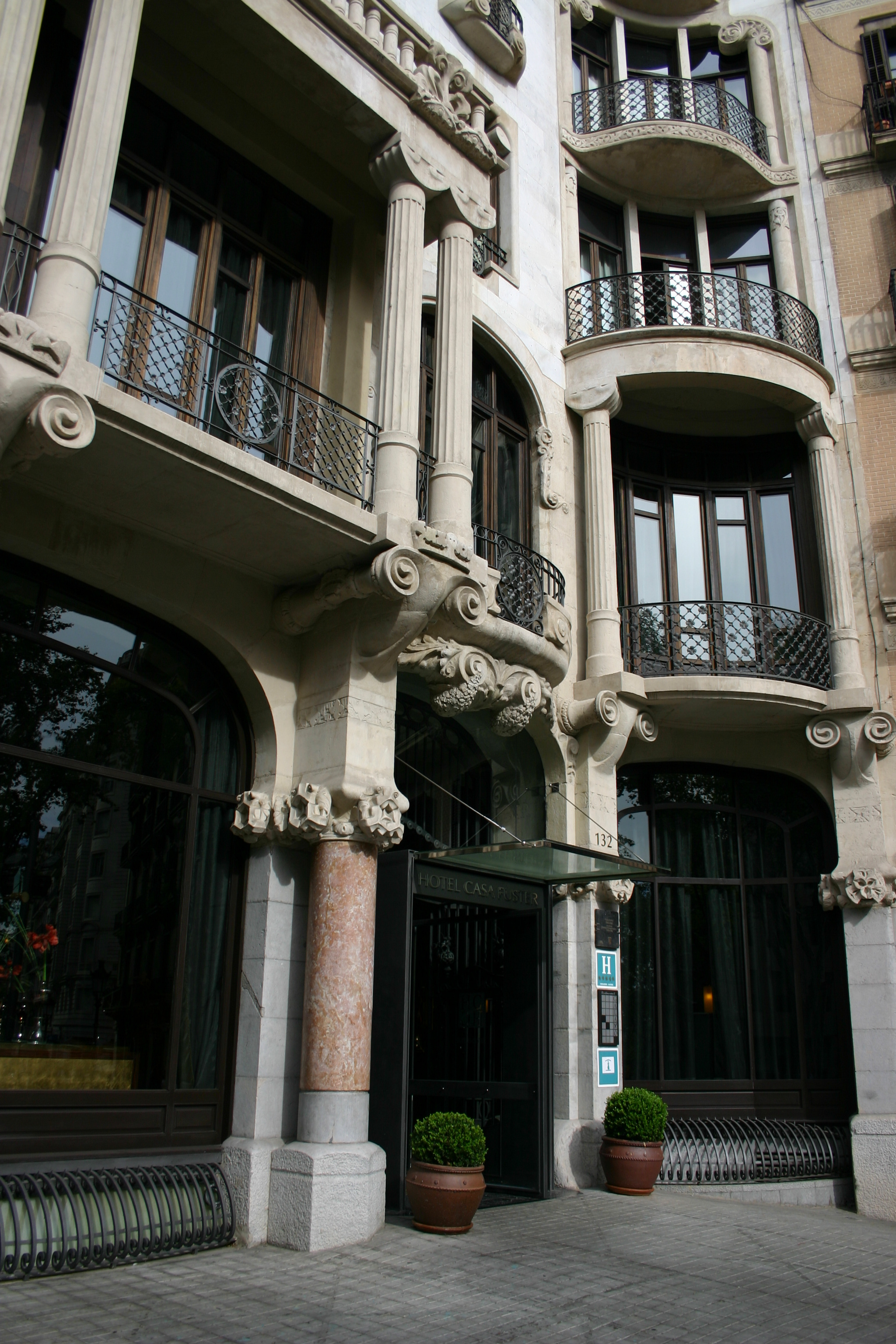
Détail de l'entrée
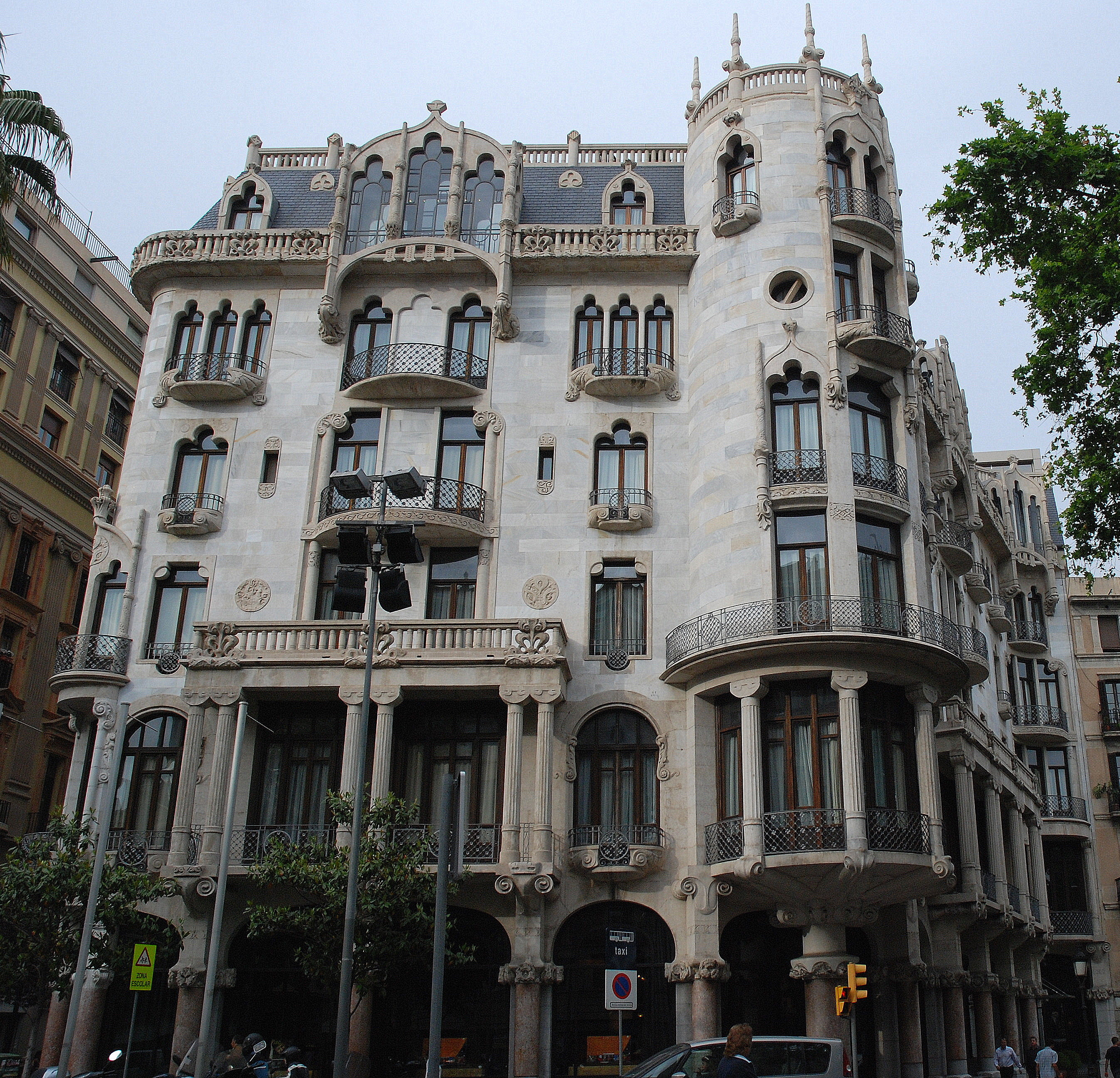
façade latérale
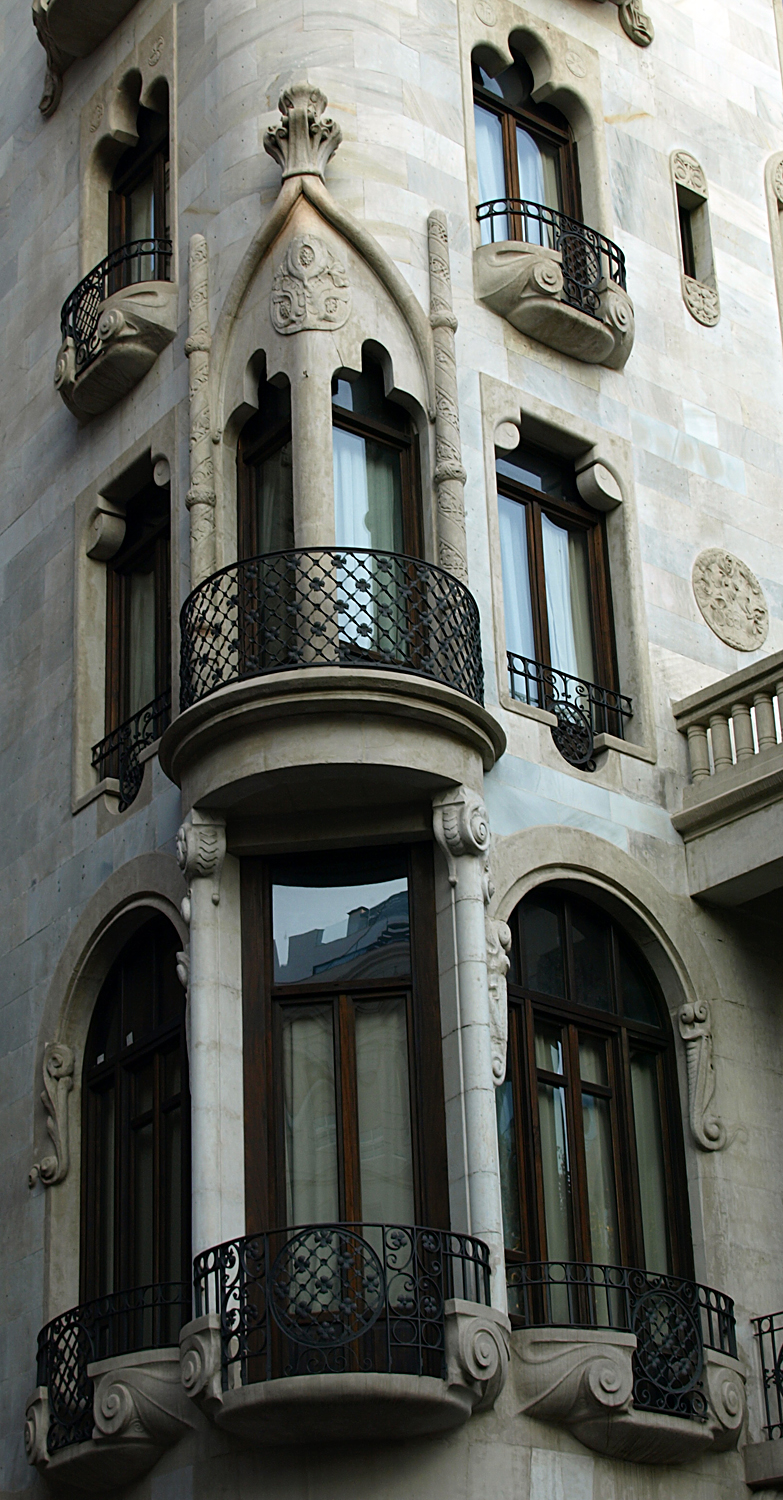
Détail de la façade
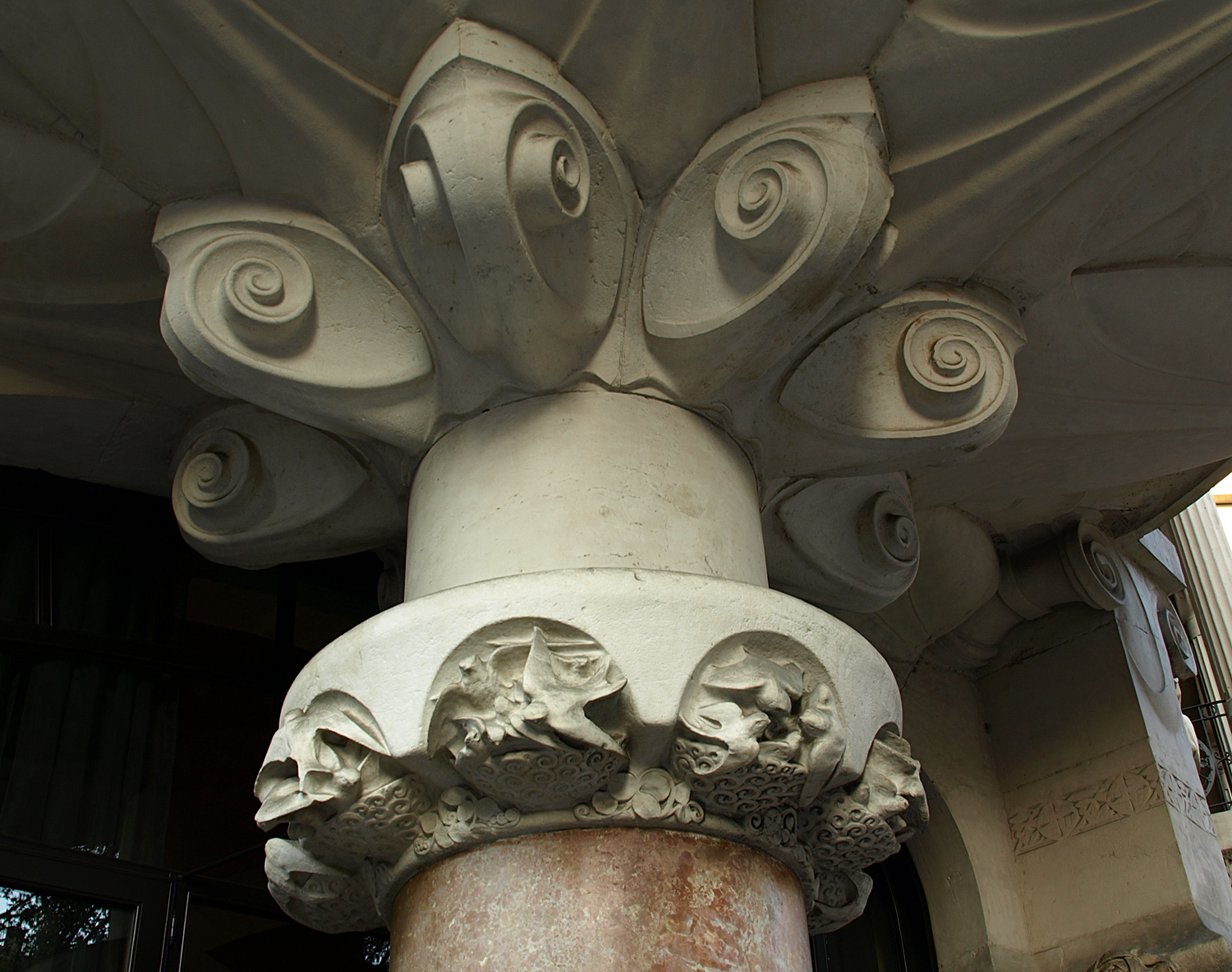
Détail